# Castillejo de Martín Viejo
Castillejo de Martín Viejo é um município da Espanha na província de Salamanca, comunidade autónoma de Castela e Leão, de área 155,67 km² com população de 287 habitantes (2007) e densidade populacional de 2,01 hab/km².

## Demografia
| Variação demográfica do município entre 1991 e 2004 | Variação demográfica do município entre 1991 e 2004 | Variação demográfica do município entre 1991 e 2004 | Variação demográfica do município entre 1991 e 2004 |
| --------------------------------------------------- | --------------------------------------------------- | --------------------------------------------------- | --------------------------------------------------- |
| 1991                                                | 1996                                                | 2001                                                | 2004                                                |
| 351                                                 | 356                                                 | 311                                                 | 313                                                 |